# Daniel d'Auger de Subercase
Daniel d'Auger de Subercase, né le 12 février 1661 à Orthez et mort le 20 novembre 1732 à Cannes-Écluse, est un officier de marine français des XVIIe et XVIIIe siècles. Il est  gouverneur de Terre-Neuve de 1702 à 1706, puis gouverneur de l'Acadie entre 1706 et 1710.

## Biographie
Né dans une famille protestante, d'Auger de Subercase sert pendant dix ans dans l'armée française, avant de rejoindre la Marine royale et de se rendre au Québec en 1687. 
Le 5 août 1689, lors du massacre de Lachine, perpétré par les Iroquois contre les colons français, Daniel Auger de Subercase commandait une troupe de 200 hommes. Le gouverneur de Montréal, Philippe de Rigaud de Vaudreuil intervint avec ses soldats contre l'attaque massive des Iroquois plus ou moins soulevés par les Britanniques. Il coordonne les troupes militaires entre le fort Rémy et le fort Rolland.
Philippe de Rigaud de Vaudreuil est chargé par Jacques-René de Brisay, sieur de Denonville de lancer une contre-attaque sur l'ennemi retranché en haut de l'île de Montréal. Ils partent en campagne avec trois-cents hommes. Daniel Auger de Subercase, devenu un officier supérieur en position avancée sur le terrain, donne l'ordre de tomber sur l'ennemi. Philippe de Rigaud de Vaudreuil qui était à l'arrière donne l'ordre contraire, déclarant qu'il avait pour mission de faire rentrer tout le monde dans les forts Rémy et Rolland. Il « retient ses troupes au moment où elles vont traverser un bois pour déboucher sur le camp des Iroquois; les trois quarts de ceux-ci dorment pourtant, "morts yvres des eaux de vie qu'ils avoient pris chez les habitans", l'occasion s'offre d'en "tuer cinq ou six cents", pendant que Daniel d'Auger de Subercase, méprisant, en vient avec lui aux gros mots. ». Après le massacre de Lachine, Daniel Auger de Subercase voulut poursuivre les Iroquois mais Rigaud de Vaudreuil le lui défendit. 
L’année suivante, en 1690, on le retrouve à l’île d’Orléans pour y prévenir un débarquement britannique commandé par William Phips. 
En 1693,  il était nommé lieutenant de vaisseau, puis promu major des troupes, en remplacement de Joseph de Monic.
Le 1er avril 1702, il est nommé gouverneur de Plaisance (aujourd'hui Placentia), charge qu'il n'exerce effectivement qu'à partir de 1703. Il détruit plusieurs implantations de colons britanniques le long de la côte de Terre-Neuve, sans parvenir toutefois à s'emparer de Saint-Jean.
En 1706, il est nommé gouverneur de l'Acadie, et doit céder Port-Royal aux Britanniques le 13 octobre 1710, après un siège de trois semaines. Il embarque avec sa garnison à bord d'un navire en direction de Nantes.
En 1711, Jérôme Phélypeaux de Pontchartrain, ministre de la Marine, lui propose de servir au Canada et de reconquérir l'Acadie à partir de la ville de Québec. Désabusé, car l'importance de l'Acadie n'apparaissait aux yeux des gouvernants qu'une fois celle-ci perdue, il se retire sur ses terres du Béarn.
Le 27 janvier 1717, il acquiert la "Maison neuve", l'actuelle mairie de Cannes-Ecluse, où il meurt le 20 novembre 1732. Il est enterré dans l'église.

## Théâtre
Le prêtre eudiste Alexandre Braud (1872-1939), professeur de rhétorique au Collège Sainte-Anne – actuelle Université Sainte-Anne – en Nouvelle-Écosse présente la pièce Subercase le 20 avril 1902. Ce drame historique en vers alexandrins décrit le courage des Acadiens de Port-Royal dans la défense de leur ville, sous la gouverne de Daniel d'Auger de Subercase. C'est l'un des succès du théâtre acadien de l'époque.